# شاه وردیلی
شاه‌وردی‌لی (به ترکی آذربایجانی: Şahverdili، پیش از آن عرب شاه‌وردی‌لی Ərəbşahverdilli) یک منطقه مسکونی در جمهوری آذربایجان است که در شهرستان ایمیشلی واقع شده‌است. شاه وردیلی ۱۳۱۵ نفر جمعیت دارد.

## ریشه واژه
پییش‌تر طایفه‌ای از اعراب در شروان زندگی می‌کردند و عرب شاه‌وردی‌لی نیز اشاره به همین موضوع دارد.

## دین
در مسجد جامع شاه‌وردی‌لی به‌نام اهل بیت یک هیئت مذهبی وجود دارد.